# Kékarcú bajszika
A kékarcú bajszika (Psilopogon asiaticus) a madarak (Aves) osztályának a harkályalakúak (Piciformes) rendjébe, ezen belül a Megalaimidae családjába tartozó faj.

## Rendszerezése
A fajt John Latham angol ornitológus írta le 1790-ben, a Trogon nembe Trogon asiaticus néven.

## Előfordulása
Banglades, Bhután, India, Kína, Laosz, Mianmar, Nepál, Pakisztán, Thaiföld és Vietnám területén honos. Természetes élőhelyei a szubtrópusi és trópusi síkvidéki és hegyi esőerdők valamint ültetvények, vidéki kertek és városi régiók. Állandó, nem vonuló faj.

## Megjelenése
Testhossza 23 centiméter, testtömege 61-103 gramm.
|  |

## Természetvédelmi helyzete
Az elterjedési területe nagyon nagy, egyedszáma pedig stabil. A Természetvédelmi Világszövetség Vörös listáján nem fenyegetett fajként szerepel.